# Чийода (самолетоносач)
Вижте пояснителната страница за други значения на Чийода.
Чийода (на японски: 千代田) е самолетоносач от Императорския военноморски флот на Япония. Той е построен като хидроавиотранспорт, преди да бъде преустроен на лек самолетоносач от март до декември 1943 година.
Потопен е с целия си екипаж по време на битката при нос Енгано, част от битката в залива Лейте на 25 октомври 1944 година. Той е най-големият съд, за който със сигурност се знае, че е потопен с целия си екипаж по време на Втората световна война, тъй като американският контраадмирал Дюбос нарежда да не се спасяват хора от водата.

## Командващи офицери
Като хидропланен разносвач:
- Главен офицер по снабдяването – Капитан Сейджи Мизуй – 20 ноември 1937 – 15 декември 1938
- Капитан Томео Каку – 15 декември 1938 – 15 ноември 1939
- Капитан Тадао Йокой – 15 ноември 1939 – 20 август 1940
- Капитан / контраадмирал Каку Харада – 20 август 1940 – 9 януари 1943 (повишен на контраадмирал на 1 ноември 1942)

Като самолетоносач:
- Капитан Акитомо Бепу – 9 януари 1943 – 15 февруари 1944
- Капитан / контраадмирал Ейчиро Джйо – 15 февруари 1944 – 25 октомври 1944 (убит в битка)